# Eyprepocnemidinae
Eyprepocnemidinae es una subfamilia de insectos ortópteros caelíferos perteneciente a la familia Acrididae. 

## Géneros
Según Orthoptera Species File (1} abril de 2010):
- Amphiprosopia Uvarov, 1921
- Belonocnemis Bolívar, 1914
- Cataloipus Bolívar, 1890
- Clomacris Popov, 1981
- Cyathosternum Bolívar, 1882
- Euprepocnemides Bolívar, 1914
- Eyprepocnemis Fieber, 1853
- Eyprepocprifas Donskoff, 1983
- Heteracris Walker, 1870
- Jagoa Popov, 1980
- Jucundacris Uvarov, 1921
- Malagacetrus Dirsh, 1962
- Malonjeacris Grunshaw, 1995
- Metaxymecus Karsch, 1893
- Neritius Bolívar, 1914
- Ogasawaracris Ito, 2003
- Oxyaeida Bolívar, 1914
- Paraneritius Jago, 1994
- Paraprocticus Grunshaw, 1995
- Phyllocercus Uvarov, 1941
- Shirakiacris Dirsh, 1958
- Squaroplatacris Liang & Zheng, 1987
- Taramassus Giglio-Tos, 1907
- Tenebracris Dirsh, 1962
- Tropidiopsis Bolívar, 1911
- Tylotropidius Stål, 1873